# Klaus Wolfgang Niemöller
Klaus Wolfgang Niemöller (* 21. Juli 1929 in Gelsenkirchen; † 13. April 2024 in Köln) war ein deutscher Musikwissenschaftler.

## Leben
Klaus Wolfgang Niemöller studierte von 1950 bis 1955 Musikwissenschaft an der Universität zu Köln. Er wurde  Mitglied des Kölner  und Hallenser Wingolf. Anschließend erfolgte die Promotion mit der Dissertation Nicolaus Wollick (1480–1541) und sein Musiktraktat und 1964 die Habilitation mit Untersuchungen zu Musikpflege und Musikunterricht an den deutschen Lateinschulen vom ausgehenden Mittelalter bis um 1600. 1969 wurde er zum Professor ernannt.
Von 1975 bis 1983 war Niemöller Direktor des Musikwissenschaftlichen Seminars der Westfälischen Wilhelms-Universität in Münster und von 1983 bis 1994 Direktor des Musikwissenschaftlichen Instituts der Universität zu Köln. Niemöller war Vorsitzender des Joseph-Haydn-Instituts Köln und der Robert-Schumann-Forschungsstelle Düsseldorf sowie Präsident der Gesellschaft für Musikforschung.
Seit 1976 war Klaus Wolfgang Niemöller ordentliches Mitglied der Nordrhein-Westfälischen Akademie der Wissenschaften und der Künste. Ferner war er Ehrenmitglied der Gesellschaft für Musikforschung und Träger des Verdienstordens der Bundesrepublik Deutschland 1. Klasse.
Hauptarbeitsgebiete waren Musiktheorie und Musikpflege vom Mittelalter bis etwa um 1600, Musikgeschichte des 19. und 20. Jahrhunderts, deutsche Musiktraditionen in Osteuropa und interdisziplinäre Ansätze.
Niemöller verstarb im Alter von 94 Jahren und wurde am 2. Mai 2024 auf dem Worringer Friedhof beigesetzt.

## Publikationen

### Bücher (Auswahl)
- Nicolaus Wollick (1480–1541) und sein Musiktraktat, Dissertation Köln 1956 (= Beiträge zur rheinischen Musikgeschichte 13).
- Untersuchungen zu Musikpflege und Musikunterricht an den deutschen Lateinschulen vom ausgehenden Mittelalter bis um 1600, Habilitationsschrift Regensburg 1969 (= Kölner Beiträge zur Musikforschung 54).
- Der sprachhafte Charakter der Musik, Opladen 1980; erw. Neuauflage Köln 2010.

### Aufsätze (Auswahl)
- Die musikalische Rhetorik und ihre Genese in Musik und Musikanschauung der Renaissance, in: Renaissance-Rhetorik. Hrsg. H. Plett, Berlin 1993, S. 285–315.
- Robert Schumann und Giacomo Meyerbeer, in: Kongress Bericht 5. Internationales Schumann-Symposion Düsseldorf 1994, Mainz 1997, S. 97–106 (= Schumann Forschungen 6).
- Zusammenprall christlicher und antiker Überlieferungen, in: Musikästhetik, Hrsg. H. de la Motte-Haber, Laaber 2004, S. 92–109 (= Handbuch der Systematischen Musikwissenschaft 1).

### Herausgeberschaft
- Kölner Beiträge zur Musikforschung
- Schumann Forschungen
- Robert Schumann: Neue Ausgabe sämtlicher Werke